# 高星 (棋手)
高星（1996年6月14日—），中国湖北省黄石市人，围棋职业四段棋手。她2012年入段，2017年10月升为四段。她获2013年亚洲室内暨武艺运动会围棋项目女子团体和混合双人赛（与彭立峣搭档）冠军，进入2013年第1届梦百合杯本赛，获2017年全国围棋个人赛女子组冠军。代表杭州队参赛第2届至第6届中国女子围棋甲级联赛。

## 国际比赛成绩
2013年第1届梦百合杯预选赛女子组连胜汪慧、金彩瑛、李瑟娥进入本赛64强。本赛首轮负于王磊。
2017年第8届穹窿山兵圣杯首轮负于吴侑珍。

## 个人生活
2020年1月6日，与中国围棋职业棋手杨一五段举行婚礼。